# Alice A. Bailey
Alice Ann Bailey (født 16. juni 1880 i Manchester, død 15. december 1949 i New York) var en engelsk-amerikansk forfatter, lærer og esoteriker. Ifølge astrologen Dane Rudhyar  blev hun født omkring kl. 7.32 engelsk tid. Hun blev født som Alice LaTrobe Bateman. I da kendes hun som Alice A. Bailey eller AAB. Hun flyttede til USA i 1907.
Alice A. Bailey skrev officielt mellem 1919 og 1949 i alt 23 bøger og en ufærdig selvbiografi om esoterisme, teosofi, okkultisme, kristendom og andet. I alt 19 af bøgerne påstås at være blevet telepatisk formidlet af «tibetaneren», også omtalt som «D.K.», og senere bekendtgjort som mesteren «Djwahl Kuhl». Bøgerne er oversat til en række sprog, blandt andet dansk.
Alice Bailey stiftede organisationen Lucis Trust som har hovedkvarter i London, New York og Geneve. Lucis trust driver blandt andet Arcane School, World Goodwill og Triangler, som desuden som esoteriske organisationer er involveret i politik med De Forenede Nationer (FN). Hendes værker, som blev skrevet mellem 1919 og 1949, beskriver et vidtrækkende system baseret på esoteriske tankegange, og dækker emner som hvordan spiritualitet forholder sig til solsystemet, meditation, healing, esoterisk psykologi, nationernes skæbne, politik, uddannelse i fremtiden m.m. Hun skriver at det meste af bøgernes indhold blev til i et tæt telepatisk samarbejde med en person der i begyndelsen kun blev omtalt som – Tibetaneren, eller D.K. Denne D.K. blev så senere afsløret til at være en mester eller den teosofferne kaldte Djwhal Khul.
Hendes værker var influeret af teosofiens Madame Blavatsky's. Hun skrev om religiøse temaer herunder især om Kristendommen. Hendes lære er dog på grundlæggende områder fundamentalt forskellig fra Kristendommens.
Hun berørte omtrent aldrig Mellemøstlige forhold i sine værker. Hendes vision om en global "åndelig religion" er forskellig fra traditionelle religioner og inkluderer konceptet Vandmandens Tidsalder. Alice A. Bailey nævner som en af de allerførste begrebet New Age så tidligt som 1920. Værkernes indflydelse har været så stor, at Vatikanet i Rom har skrevet, at de anser Alice A. Baileys lære og H. P. Blavatskys for at være blandt de allermest vigtige årsager til etableringen af New Age bevægelsen.

## Alice A. Baileys lære

### Sammenlignet med H. P. Blavatskys

#### Afklaring af Bailey vs. Blavatsky mangles
Teosofferne er delte i deres bedømmelse af Alice A. Baileys skrifter. For eksempel så skrev den meget velansete teosof Geoffrey Hodson en meget favorabel gennemgang af en af hendes bøger, og sagde, "Endnu en gang har Alice Bailey fået okkulte studerende til at stå i gæld til hende."  Olav Hammer skriver, "Hendes første bog, Indvielse Menneskelig og Solar, blev i første omgang modtaget favorabelt af teosofferne. Hurtigt, blev hendes påståede evner som modtager af tidløs visdom fra Mestrene mødt med opposition."  Konflikten er forstålig, da hendes værker indeholder en kritik af teosofien, og ved bruddet nævnte hun i sin kritik hvad hun så som dogmatiske strukturer indenfor samfundet, og stillede spørgsmålstegn ved at de krævede et løfte om loyalitet overfor de teosofiske ledere. "Under det årlige konvent i 1920 i Chicago, var der en en magtkamp mellem kræfter der var loyale overfor Besant og den Esoteriske Sektion og andre som troede at Esoterisk Sektion var blevet for magtfuld. Under overfladen var der en skjult kontrovers overfor Alice A. Baileys arbejde med Tibetaneren."

#### Bailey og Blavatsky peger på Tibet
Campbell skriver at Baileys bøger er en ombearbejdelse af større Teosofiske temaer, med nogle klare vægtlægninger, og at de præsenterer et omfattende system af esoterisk videnskab og okkult filosofi, kendetegnet ved samtidig sociale og politiske udviklinger. Forfatteren Steven J. Sutcliffe påpeger at både Baileys og Blavatskys arbejder angiver et billede af Tibet som Mestrenes åndelige hjem og at Bailey påstod en klar line som efterfølger efter Blavatsky. Han beskriver Bailey som en 'post-Teosofisk' teoretiker, og siger at Bailey modtog instrukser fra "Blavatskys tidligere personlige elever," og nævner at hendes tredje bog (En Afhandling om Kosmisk Ild) ikke kun reproducerer Blavatsky's apokryfiske Stanzas of Dzyan, men at den også er dedikeret til Blavatsky.

#### Små forskelle mellem Alice A. Bailey og H. P. Blavatsky's lære
Jon Klimo, skriver i Investigations on Receiving Information from Paranormal Sources, at "Som med Blavatsky/teosofisk materiale, og senere samtidig kanaliseret materiale fra andre kilder, der finder vi i Baileys lære det samme okkulte kosmologiske hierarki: fysisk, æterisk, astralt, mentalt, kausalt, og højere beboede eksistensniveauer."  Olav Hammer, fremhæver i bogen, Claiming Knowledge: Strategies of Epistemology from Theosophy to the New Age, Alice A. Baileys læres ensartetede forhold med teosofiens så vel som hvad han mener er visse forskelle imellem dem: "Baileys lære er i stor udstrækning, en genfremsættelse og udvidelse af teosofien af Den Hemmelige Lære.... Hendes lære introducerede også skift i vægtlægninger så vel som nye elementer i læren."  I kontrast til ovennævnte så har nogle teosofiske kritikere hævdet, at der er større forskelle mellem Baileys ideer og teosofien givet ved Blavatsky. F.eks. Baileys vægtlægning på mystiske Kristne termer og begreber (f.eks. en positiv brug af ordene "Kristus" og "Jesus", samt "Gud" i kontrast til Blavatskys og Mahatma brevenes fremstillinger om dette) 

#### Alice A. Bailey og Loven om Tiltrækning
Et andet princip i teosofien er Loven om Tiltrækning blev omtalt i Blavatskys esoteriske skrifter, William Quan Judge, og andre; og blev også diskuteret i Alice A. Baileys værker, især i en af hendes bøger, hvor der er et helt kapitel om emnet. Udtrykket har også være fremlagt i en mere simplificeret form af samtidige New Age bevægelser og blev for nylig populariseret i filmen The Secret.

#### Alice A. Bailey og Alice L. Cleather's sammenligninger
Andre som Alice L. Cleather der var samtidig medlem af Esoterisk Sektion som Alice A. Bailey mener noget helt andet. Alice L. Cleather rejste i øvrigt i Tibet og var i lære hos visse lamaer nær Shigatse. Alice L. Cleather og vennen Basil Crump mente at Alice A. Baileys lære var ikke noget der var i overensstemmelse med esoterisk tibetanske Buddhisme, sådan som Blavatsky havde fremlagt det. Basil Crump skrev sammen med Alice L. Cleather om Baileys værk "A Treatise on Cosmic Fire", (det værk som Bailey påstår er en udvidelse af Blavatskys lære): Ordet "Gud" bruges konstant, og der er lagt meget vægt på "Logos' Kærlighedsaspekt"; men referencerne der angives i forhold til Blavatskys Den Hemmelige Lære, indeholder ikke et sådant udtryk. Dette trick findes gennemgående i bogen; for i næsten ethvert tilfælde, ses det ved opslag at den anvendte reference bruger en anden ordformulering eller har slet ingen sammenhæng med referencen. Således, på p. 66, [Engelsk Udgave] siges Fohat at være "Kærlighed-Visdom," og en fodnote refererer til Den Hemmelige Lære vol. 1, p. 100, 144, 155, (Besant Udgaven), men ved at slå udtrykket op så findes: p. 100 "Flammende Visdoms-Drage"; p. 144, "Fohat, i sin kapacitet som GUDDOMMELIG KÆRLIGHED (Eros) 1*, den elektriske affinitets og sympati Kraft"; p. 155, ingen omtalte af Fohat, Kærlighed, eller Visdom. Som det næste siger Bailey at Fohat er "gud" og refererer til Den Hemmelige Lære vol. 1, 167, men der finder vi i en fodnote at hun kalder "gud" for "absolut Væren-Hed, 'SAT'." Og hvis vi slår op på p. 376 (352 gammel udgave) så læser vi : "Når Teosofferne og Okkultisterne siger at Gud er ikke noget VÆSEN, fordi DET er ikke ingenting, Ingen-Ting, så er de mere ærbødige og respektfulde overfor Guddommen end de som kalder Gud en HAN, og således laver HAM om til en gigantisk HAN."

#### Alice A. Bailey og manglende vægtlægning af kristusprincippet indeni mennesket
Nicholas Weeks, der skrev for de Teosofiske tidsskrift Fohat i 1997, følte at Baileys forsikring om "...hende lære er baseret på og er ikke på nogen grundlæggende måde i opposition til Teosofien som den blev levet og fremlagt af HPB og hendes Guruer" som falsk, og påstår at hendes bøger faktisk har "rod i Neoteosofien som den blev givet af den ledende teosof C. W. Leadbeater." Bailey godkendte Leadbeaters "fantasi" om Maitreya's genkomst, og han afviste Baileys Store Invokation, en bøn der har som formål at "lokke Kristus og hans Mestre til at forlade deres ashramer [og] gå ind i større byer" og at lede Vandmandens Tidsalder. Dette er i modsætning til Blavatsky's lære siger han, da den vægtlægger tilliden til "Kristus princippet indeni ethvert menneske". Andre mener, at Alice A. Baileys lære rummer denne lære.

#### Alice A. Bailey og politik
Man kan uden at tøve sige at Alice A. Bailey skrev meget og offentliggjorde sikkert mere materiale end H. P. Blavatsky, der var teosofiens store forfatter, og som var den Alice A. Bailey påstod hun byggede sin lære på. Alice A. Bailey skrev også meget om politik, hvilket H. P. Blavatsky ikke gjorde, da teosofien som grundregel ikke beskæftigede sig med politik. Alice A. Bailey skabte jo organisationen World Goowill og Triangler, som er direkte involveret med politisk fredsskabende arbejde i FN. Alice A. Bailey skrev især om politik i værket "The Externalization of the Hierarchy" og f.eks. i "Discipleship in the New Age Vol. II".
Fra Discipleship in the New Age Vol. II:
"Inden for FN er kimen og frø til en stor international og mediterende, reflekterende gruppe – en gruppe af tænkende og informerede mænd og kvinder i hvis hænder ligger menneskehedens skæbne. Den er stort set under kontrol af mange fjerde stråle disciple, hvis du blot kunne erkende det, og deres punkt af meditativ fokus er det intuitive eller buddhiske plan – det plan hvor al hierarkisk aktivitet i dag findes."
H. P. Blavatsky omtaler at teosofien ikke beskæftiger sig direkte med politik, men at teosofien bekæmper korruption i regeringer.

#### Yderligere har vi følgende bemærkninger fra medgrundlæggeren af teosofien H. S. Olcott
"Den vedholdende indstilling hos vores Samfunds Grundlæggere omkring princippet om absolut neutralitet på dets vegne med hensyn til alle spørgsmål, der ligger udenfor Samfundets erklærede "formål," burde have undgået nødvendigheden af at sige, at der er en naturlig adskilthed mellem Teosofi og Politik."
...
"Jeg benytter denne lejlighed til at sige, at vores Regler, og tilsvarende traditionelle politik, forbyder enhver leder og et hvert medlem af Samfundet, SOM SÅDAN, at blande sig i politiske spørgsmål på den mindste måde, og dermed kompromittere Samfundet ved at sige at det har, SOM SÅDAN, en opfattelse med hensyn til dette eller hint spørgsmål. Lederne af Afdelingerne, i alle lande, bør oplæse denne protest til deres medlemmer, og i ethvert tilfælde ved indmeldelse af en kandidat lade ham forstå- som et uundgåeligt faktum vores organisatoriske neutralitet. Så overbevist er jeg at vores Samfunds fremtid frem for alt afhænger af at vi holder os tæt til vores legitime område, og at lade Politik "fuldstændig i fred," så vil jeg bruge den fulde magt som er mig givet som Grundlæggende-Formand til at suspendere eller udvise ethvert medlem, eller endda disciplinere eller udvise enhver Afdeling som bringer det fremgangsrige arbejde i fare som nu foregår i forskellige dele af verden, ved at være fornærmet over dette."

## Kritik
Der har været rejst kontroversielle opfattelser og påstande omkring nogle af Baileys udtalelser som at de var et udtryk for nationalisme, amerikansk isolationisme, anti-mellemøstlig tænkning, sovjetisk totalitaritet, Fascisme, Nazisme, raceideologi. Yonassan Gershom og andre har beskrevet hendes værker som racistiske og antisemitiske. Hendes værker er også blevet kritiseret af forskellige kristne grupper som kætterske. Her i Danmark kan den Kristne teolog Johannes Aagaard nævnes. Alice A. Baileys værker kritiseres også af nogle teosoffer, der siger at hun har lånt af teosofiens lære, men samtidig har hun inkluderet perspektiver og en lære der ikke er i overensstemmelse med H. P. Blavatskys lære.

## Skrifter
Her er Alice A. Baileys værker med de originale titler. De er alle i dag oversat til dansk og kan købes i boghandlen.
- Initiation, Human and Solar — 1922
- Letters on Occult Meditation — 1922
- A Treatise on Cosmic Fire — 1925
- Light of the Soul: The Yoga Sutras of Patanjali — 1927
- A Treatise on White Magic — 1934
- Discipleship in the New Age — Volume I – 1944
- Discipleship in the New Age — Volume II – 1955
- Problems of Humanity — 1947
- The Reappearance of the Christ — 1948
- The Destiny of the Nations — 1949
- Glamor – A World Problem — 1950
- Telepathy and the Etheric Vehicle — 1950
- Education in the New Age — 1954
- The Externalization of the Hierarchy — 1957

- A Treatise on the Seven Rays:
  - Volume 1: Esoteric Psychology I — 1936
  - Volume 2: Esoteric Psychology II — 1942
  - Volume 3: Esoteric Astrology — 1951
  - Volume 4: Esoteric Healing — 1953
  - Volume 5: The Rays and the Initiations — 1960

- The Consciousness of the Atom — 1922
- The Soul and its Mechanism — 1930
- From Intellect to Intuition — 1932
- From Bethlehem to Calvary — 1937
- The Unfinished Autobiography — 1951
- The Labours of Hercules: An Astrological Interpretation — 1982

## Andre eksterne kilder og henvisninger
De fleste af de følgende referencer er på engelsk, da der ikke findes meget skrevet om H. P. Blavatsky på dansk i bogform eller på Internettet.
1. ↑  American Astrology Magazine, September, 1937
2. ↑  Bailey, Alice A. The Unfinished Autobiography. Lucis Trust. 1951. From the Preface by Foster Bailey, p 1
3. ↑  Bailey, Alice A. (1951). The Unfinished Autobiography (engelsk). New York: Lucis Trust. s. 162-163. ISBN 0853301247.
4. ↑  Bailey, Alice A. (1951). The Unfinished Autobiography (engelsk). New York: Lucis Trust. s. 233-234. ISBN 0853301247.
5. ↑  Jenkins, Henry (2000). Mystics and Messiahs: Cults and New Religions in American History (engelsk). Oxford University Press. s. 87. ISBN 0195127447. Writers of the 1920s and 1930s presented themselves as advocates of a New Age of occult enlightenment, and Alice Bailey did much to popularize the dual terms 'New Age' and 'Aquarian'
6. ↑  PONTIFICAL COUNCIL FOR CULTURE PONTIFICAL COUNCIL FOR INTERRELIGIOUS DIALOGUE JESUS CHRIST THE BEARER OF THE WATER OF LIFE – A Christian reflection
on the “New Age”; chapter 4 "NEW AGE AND CHRISTIAN FAITH IN CONTRAST" – engelsk udgave. (engelsk)
7. ↑  Hodson, Geoffrey, World Theosophy Magazine,' February 1931 – June 1931, The Theosophical Society, 1931
8. ↑  Hammer, Olav, Claiming Knowledge: Strategies of epistemology from theosophy to the new age." BRILL, 2001, p. 65
9. ↑  Keller , Rosemary Skinner. Encyclopedia of Women and Religion in North America. Indiana University Press. 2006. p 762
10. ↑  Campbell, Bruce, F., Ancient Wisdom Revived, a History of the Theosophical Movement, University of California Press, Berkeley, 1980, p. 152
11. ↑  Sutcliffe, Steven J, Children of the New Age: A History of Spiritual Practices. Routledge, 2003, p 48
12. ↑  Klimo, Jon, Investigations on Receiving Information from Paranormal Sources, J. Tarcher, Inc, 1987, p 118.
13. ↑  Hammer, Olav, Claiming Knowledge: Strategies of epistemology from theosophy to the new age." BRILL, 2001, p. 65
14. ↑  Campbell, Bruce, F., Ancient Wisdom Revived, a History of the Theosophical Movement, University of California Press, Berkeley, 1980, p. 153
15. ↑  Weeks, Nicholas. "Theosophy's Shadow: A Critical Look at the Claims and Teachings of Alice A. Bailey" (engelsk). blavatskyarchives.com.
16. ↑  Brev no. 10 – "The Mahatma Letters to A. P. Sinnett" by A.T. Barker 1923 (engelsk)
17. ↑  Blavatsky, Helena Petrovna; Michael Gomes (1997). Isis Unveiled: Secrets of the Ancient Wisdom Tradition. Quest Books. s. 83. ISBN 0835607291.
18. ↑  Judge, William Quan (1915). The Ocean of Theosophy (engelsk). United Lodge of Theosophists. s. 103.
19. ↑  Kumar, Sri K. Parvathi (1942). Occult Meditations (engelsk). Dhanishta. s. 230. ISBN 8189467042.
20. ↑  Tatya, Tukaram (1887). A Guide to Theosophy: Containing Select Articles for the Instructions of Aspirants to the Knowledge of Theosophy (engelsk). Bombay Theosophical Publication Fund. s. 265.
21. ↑  Bailey, Alice A. (1942). Letters on Occult Meditation (engelsk). Lucis Trust. s. 53, 265.
22. ↑  Bailey, Alice A. (1942). Esoteric Psychology II (engelsk). Lucis Trust. s. 111-113. ISBN 0853301190.
23. ↑  Bailey, Alice A. (1973). A Treatise on Cosmic Fire (engelsk). Lucis Trust. s. 1166-1229. ISBN 0853301174. SECTION TWO - DIVISION F - THE LAW OF ATTRACTION
24. ↑  "The Pseudo-Occultism of Mrs. A. Bailey" By Alice Leighton Cleather and Basil Crump (engelsk)
25. ↑  Theosophy's Shadow – "A Critical Look at the Claims and Teachings of Alice A. Bailey" by Nicholas Weeks (engelsk)
26. ↑  F.eks. "Discipleship in the New Age Vol. II" p.220 og frem. (engelsk)
27. ↑  "Letter I -- 1888 Second Annual Convention -- April 22-23 American Section of the Theosophical Society"; brev fra Blavatsky til W. Q. Judge 3. april 1888 (engelsk)
28. ↑  Supplement to The Theosophist for July 1883 af H. S. Olcott (engelsk)
29. ↑  (engelsk) Alice Bailey'S Antisemitism Arkiveret 19. april 2007 hos  Wayback Machine
30. ↑  Penn, Lee (2004). False Dawn: The United Religions Initiative, Globalism, and the Quest for a One World Religion (engelsk). Sophia Perennis. s. 267-268, 273, 299. ISBN 159731000X.
31. ↑  Miller, Elliott (1989). A Crash Course on the New Age Movement: Describing and Evaluating a Growing Movement (engelsk). Baker Book House. s. 197. ISBN 0801062489.
32. ↑  A comparison between H.P.Blavatsky & Alice Baily. The Pseudo-Occultism of Alice Baily Arkiveret 14. juni 2010 hos  Wayback Machine by Alice Leighton Cleather and Basil Crump. 1929 (engelsk)